# Clinical endpoint
En un ensayo clínico, un clínical endpoint (traducido al español como acontecimiento clínico, criterio de valoración clínico o variable clínica) generalmente refiere a la aparición de una enfermedad, síntoma, señal o anomalía en los exámenes de laboratorio que constituye uno de los resultados esperados de la prueba, pero también puede referirse a cualquier enfermedad o signo clínico que motive seriamente la retirada del individuo o entidad de la prueba, a menudo denominado punto final clínico.
La variable principal de un ensayo clínico es que los sujetos de estudio deben ser asignados al azar para que esto brinde poder estadístico al ensayo.
Las variables secundarias son acontecimientos clínicos analizados post hoc, en donde los ensayos no pueden ser aleatorizados por lo que no tienen poder estadístico.

## Alcance
En un sentido general, se incluye un criterio de valoración clínico en las entidades de interés en el ensayo. Los resultados de un ensayo clínico generalmente indican el número de personas inscritas que alcanzaron el objetivo clínico predeterminado durante el intervalo del estudio en comparación con el número total de personas inscritas. Una vez que un paciente alcanza el punto final, generalmente se le excluye de posteriores intervenciones experimentales (el origen del término "endpoint").
Por ejemplo, un ensayo clínico que investiga la efectividad de un medicamento para prevenir un ataque cardíaco podría utilizar el dolor torácico como criterio de valoración clínico. Cualquier paciente inscrito en el ensayo que desarrolle dolor torácico durante el transcurso del ensayo, se contaría como que ha alcanzado ese criterio de valoración clínico. Los resultados reflejarían en última instancia la fracción de pacientes que alcanzaron el acontecimiento clínico de haber desarrollado dolor torácico, en comparación con el número total de personas inscritas.

## Consistencia
Con frecuencia, varios estudios sobre un tema particular no abordan los mismos resultados, lo que dificulta la obtención de conclusiones clínicamente útiles cuando se examina un grupo de estudios en su conjunto.  La Iniciativa de Resultados Centrales en la Salud de la Mujer (CROWN por sus siglas en inglés) es un esfuerzo para estandarizar los resultados.

## Lectura adicional
- AR Waladkhani. (2008). Conduciendo pruebas clínicas. Una guía teórica y práctica. ISBN 978-3-940934-00-0